# MINURSO

Baretka medalu ONZ za misję MINURSO

MINURSO (fr. Mission des Nations Unies pour l’Organisation d’un Référendum au Sahara Occidental; Misja Narodów Zjednoczonych na rzecz Referendum w Saharze Zachodniej) – misja pokojowa ONZ działająca od 1991 w Saharze Zachodniej. Decyzja o jej powołaniu do życia została zawarta w rezolucji Rady Bezpieczeństwa ONZ nr 690.
Obecnie najważniejszym zadaniem misji jest nadzorowanie przestrzegania zawieszenia broni między siłami Maroka, które uważa Saharę Zachodnią za część swojego terytorium, a walczącymi o niepodległość tego obszaru bojownikami z Frontu Polisario. Ponadto misja miała zajmować się przygotowaniem referendum co do przyszłości Sahary Zachodniej, zaplanowanego początkowo na rok 1992. W wyniku związanych z jego organizacją sporów między zwaśnionymi stronami, jego termin był kilkakrotnie przekładany, zaś obecnie sama idea jego przeprowadzenia zawisła w dyplomatycznej próżni.
Według stanu na 31 marca 2007 misja liczy 28 żołnierzy, 6 policjantów oraz 195 obserwatorów wojskowych, ponadto pracuje w niej 100 funkcjonariuszy międzynarodowych ONZ. Jej szefem w randze specjalnego wysłannika sekretarza generalnego ONZ jest Julian Hartson (Wielka Brytania).